# بلیصه
بلیصه (به عربی: البلیصة) یک روستا در سوریه است که در ناحیه ابوالظهور واقع شده‌است. بلیصه ۱٬۲۱۸ نفر جمعیت دارد.